# Ephippitythoidea sparsa
Ephippitythoidea sparsa är en insektsart som beskrevs av Johann Gottlieb Otto Tepper 1892. Ephippitythoidea sparsa ingår i släktet Ephippitythoidea och familjen vårtbitare. Inga underarter finns listade i Catalogue of Life.